# Animal Boy
Animal Boy je deváté studiové album americké punk rockové skupiny Ramones. Jeho nahrávání probíhalo v prosinci 1985 a vyšlo v květnu následujícího roku u vydavatelství Sire Records. Album produkoval Jean Beauvoir.

## Seznam skladeb
| Pořadí         | Název                                                   | Autor                                      | Délka |
| -------------- | ------------------------------------------------------- | ------------------------------------------ | ----- |
| 1.             | Somebody Put Something in My Drink                      | Richie Ramone                              | 3:23  |
| 2.             | Animal Boy                                              | Dee Dee Ramone, Johnny Ramone              | 1:50  |
| 3.             | Love Kills                                              | Dee Dee Ramone                             | 2:19  |
| 4.             | Apeman Hop                                              | Dee Dee Ramone                             | 2:02  |
| 5.             | She Belongs to Me                                       | Dee Dee Ramone, Jean Beauvoir              | 3:54  |
| 6.             | Crummy Stuff                                            | Dee Dee Ramone                             | 2:06  |
| 7.             | My Brain Is Hanging Upside Down (Bonzo Goes to Bitburg) | Joey Ramone, Dee Dee Ramone, Jean Beauvoir | 3:55  |
| 8.             | Mental Hell                                             | Joey Ramone                                | 2:38  |
| 9.             | Eat That Rat                                            | Dee Dee Ramone, Johnny Ramone              | 1:37  |
| 10.            | Freak of Nature                                         | Dee Dee Ramone, Johnny Ramone              | 1:32  |
| 11.            | Hair of the Dog                                         | Joey Ramone                                | 2:19  |
| 12.            | Something to Believe In                                 | Dee Dee Ramone, Jean Beauvoir              | 4:09  |
| Celková délka: | Celková délka:                                          | Celková délka:                             | 31:44 |

## Obsazení
- Joey Ramone – zpěv
- Johnny Ramone – kytara
- Dee Dee Ramone – baskytara, doprovodný zpěv, zpěv
- Richie Ramone – bicí, doprovodný zpěv
- Walter Lure – kytara